# Потери авиации в ходе российско-украинской войны
В данном списке перечислены самолёты и вертолёты, потерянные во время российско-украинской войны, включая украинскую авиацию в ходе войны в Донбассе, и противоборствующие стороны во время полномасштабного вторжения России в Украину с февраля 2022.

## Потери украинской авиации в Донбассе (до февраля 2022)
Согласно официально подтверждённым украинской стороной данным, на 4 февраля 2015 г. в результате боевых действий украинские воздушные силы и сухопутные войска потеряли от огня противника 11 самолётов (1 Ан-30, 1 Ан-26, 1 Ил-76, 2 Су-24, 2 МиГ-29, 4 Су-25), 7 вертолётов (3 Ми-8 и 4 Ми-24) и два реактивных беспилотных летательных аппаратов Ту-143. Ещё по одному Су-25, Ми-2 и Ми-8 (последний принадлежал ГСЧС Украины) потерпели крушение в ходе конфликта по техническим причинам. Этот список не является официально озвученным. Он составлен исходя из сделанных в разное время сообщений пресс-служб украинских силовиков.

### Подтверждённые потери
| Изображение | Тип              | Назначение                                       | Общее количество на начало 2014 года         | Количество потерянных (повреждённых) | Примечания |
| ----------- | ---------------- | ------------------------------------------------ | -------------------------------------------- | ------------------------------------ | --- |
|             | Ми-2             | многоцелевой вертолёт                            | 3 в составе ВВС                              | 1                                    | 26 марта 2017 года — Крушение произошло в районе населенного пункта Малиновка Краматорского района. Предположительно, вертолёт задел линию электропередачи. |
|             | Ми-8             | многоцелевой вертолёт                            | 38 в сухопутных войсках + 31 в ВВС           | 5 (1)                                | 25 апреля 2014 года — Ми-8 на аэродроме города Краматорск взорван предположительно выстрелом из РПГ или ПТУР, по другой версии — выстрелом снайпера в бак с горючим. 29 мая 2014 года — Ми-8 сбит из ПЗРК под Славянском в районе горы Карачун. Погибли 14 военнослужащих, включая генерал-майора Национальной гвардии Украины Сергея Кульчицкого. 21 июня 2014 года — Ми-8 ГСЧС Украины разбился рядом с посёлком Лазуковка Змиёвского района Харьковской области. Три члена экипажа погибли. Вертолёт выполнял рейс по доставке груза в зону АТО. 24 июня 2014 года — Ми-8 сбит из ПЗРК под Славянском в районе горы Карачун. Погибли 9 военнослужащих. 19 августа 2014 года — Ми-8 сбит около населенного пункта Георгиевка Луганской области. Помимо этого: 7 августа 2014 года — Вертолёт Сухопутных войск Украины Ми-8 был обстрелян из стрелкового оружия в Донецкой области. Повреждённый вертолёт совершил аварийную посадку в зоне интенсивных боевых действий в районе высоты Саур-Могила. Трое членов экипажа получили ранения различной степени тяжести и были эвакуированы с места аварии в лечебные учреждения. Командир экипажа, спустя пять дней, скончался в госпитале от полученных ранений. |
|             | Ми-24            | ударный вертолёт                                 | 139                                          | 4 (2)                                | 2 мая 2014 года — два Ми-24 сбиты возле Славянска. 5 мая 2014 года — Ми-24П подбит в районе г. Славянска, Донецкой области Украины. Приземлился в болотистой местности, в связи с невозможностью эвакуации уничтожен авиаударом. Экипаж выжил. 4 июня 2014 года — Ми-24 «желтый 12» совершил жёсткую посадку в районе Славянска. После того как экипаж эвакуировался, вертолёт загорелся и сгорел дотла. 20 августа 2014 года — Ми-24 номер 09 «жёлтый» сбит в Луганской области. Экипаж погиб. Помимо этого: 3-4 июня 2014 года в районе г. Славянска были повреждены 2 вертолёта. |
|             | Су-25            | штурмовик                                        | 36 (14 модернизировано до уровня Су-25М1)    | 5 (1)                                | 2 июля 2014 года — Су-25 потерпел крушение при заходе на посадку в аэропорту Днепропетровска. Пилот катапультировался, жертв и разрушений на земле нет. 16 июля 2014 года — Подтверждена информация о потере штурмовика Су-25. МО Украины обвинило в этом истребитель ВВС РФ. МО России опровергло эти обвинения. Пилот катапультировался и эвакуирован в безопасное место. 23 июля 2014 года — Пресс-центр АТО сообщил о двух сбитых Су-25 в районе посёлка Дмитровка, лётчикам удалось катапультироваться. 29 августа 2014 года — СУ-25 Воздушных сил Украины сбит в Донецкой области при выполнении боевого задания. Лётчик катапультировался. Помимо этого: 16 июля 2014 года — Штурмовик Су-25 бортовой номер 41 «синий» был повреждён попаданием из ПЗРК. Самолёт совершил вынужденную посадку в контролируемом украинскими военными районе, повреждения незначительны, подлежит восстановлению. |
|             | Су-24М/Су-24МР   | фронтовой бомбардировщик / тактический разведчик | 36 Су-24 и 23 Су-24МР                        | 1 (1)                                | 20 августа 2014 года — Во время выполнения боевой задачи в районе возле населённых пунктов Новосветловка и Хрящеватое Луганской области был сбит Су-24М. Пилот и штурман катапультировались и были подобраны вертолётом ПСС. Помимо этого: 2 июля 2014 года — Над Донецкой областью был обстрелян самолёт Су-24. Несмотря на загоревшийся двигатель, самолёт вернулся на аэродром. Нуждается в ремонте. По другой версии подбитый самолёт был разведчиком Су-24МР. |
|             | Ан-30Б           | самолёт аэрофотосъёмки и воздушной разведки      | 3                                            | 1                                    | 6 июня 2014 года — Ан-30Б сбит над Славянском. Погибли 5 из 8 членов экипажа |
|             | Ил-76МД          | средний транспортный самолёт                     | 20                                           | 1                                    | В ночь с 13 на 14 июня 2014 года сбит второй из трёх заходивших на посадку в луганском аэропорту Ил-76МД (б/н 76777) с украинскими военными и техникой. Погибли 40 десантников и 9 членов экипажа, что стало крупнейшей одномоментной потерей украинской стороны в начале войны |
|             | Ан-26            | военно-транспортный самолёт                      | 21+некоторое количество в пограничной службе | 1                                    | 14 июля 2014 года в 12:15, во время выполнения задач по десантированию груза в районе населенного пункта Суходольск, на высоте 6300 м, со стороны государственной границы Украины с Российской Федерацией, управляемой ракетой был сбит самолёт АН-26 (бортовой номер 19). После падения самолёт разрушен. Два члена экипажа погибли, другим удалось спастись. «…Майор Майборода загинув 14 липня у Краснодонському районі Луганської області, коли його літак підбили ракетою „повітря-повітря“…»— Президент присвоїв "Героя України" трьом майорам |
|             | Boeing 777-200ER | Пассажирский самолёт                             | н/д                                          | 1                                    | 17 июля 2014 года — Примерно в 16:20 близ села Грабово, Донецкая область (Украина) по местному времени (13:20 UTC) самолёт был сбит ракетой серии 9М38, выпущенной из зенитно-ракетного комплекса «Бук». Боевая часть ракеты взорвалась слева от самолёта непосредственно возле кабины пилотов. В результате поражения самолёта и последующей взрывной волны самолёт начал распадаться в воздухе — кабина пилотов и половина салона бизнес-класса оторвались почти сразу и упали на землю, оставшаяся часть самолёта продолжала лететь ещё около 8,5 километров в восточном направлении, элементы верхней части самолёта были сорваны встречными потоками воздуха, скорость которых достигала 900 км/ч. Законцовки обоих крыльев отломились, задняя часть фюзеляжа треснула и это привело к отделению хвостовой части самолёта от центральной. С момента поражения передней секции до падения всех остальных частей самолёта на землю прошло около 1 или 1,5 минут. Конец записи бортовых самописцев зафиксирован в 13:20:03 UTC. |
|             | Ту-143           | БПЛА                                             | н/д                                          | 2                                    | 1 августа 2014 года — Возле Шахтёрска сепаратисты из подразделения полевого командира Моторолы с блокпоста № 20 на трассе Донецк—Снежное представили всем, что подбили БПЛА ВВС Украины, однако по другим источникам данный беспилотник совершил мягкую посадку на парашюте и не получил повреждений, на нескольких фото этого беспилотника видимые повреждения от огня или падения отсутствуют. Штаб АТО подтвердил информацию о сбитом сепаратистами беспилотнике, заявив что он был уничтожен при помощи ЗРК «Бук». |
|             | МиГ-29           | истребитель                                      | 90                                           | 2                                    | 7 августа 2014 года — Истребитель с бортовым номером «02 синий» упал в районе Енакиево, на северо-запад от Горловки. По словам спикера АТО Владислава Селезнёва, самолёт был сбит, предположительно, из ЗРК «Бук». 9 августа, пройдя около 40 км по территории, не контролируемой украинскими войсками, лётчик сбитого МиГ-29 вышел к своим и вернулся в часть. 17 августа 2014 года — МИГ-29 сбит в Луганской области. По словам спикера АТО Леонида Матюхина пилот катапультировался и доставлен в безопасное место. По данным (основанным на анализе серийного номера катапультируемого кресла и «цифровой» камуфляжной окраски сбитого самолёта) это был Миг-29 № 53 белый (2960729047) 114 Бригады Тактической Авиации (в/ч А-1349), Ивано-Франковск. |

### Неподтверждённые сообщения
Сторонники ЛНР и ДНР приводили свои, не подтверждённые украинской стороной и независимыми источниками, данные о потерях летательных аппаратов — в ходе острой фазы конфликта сепаратисты регулярно сообщали о сбитых украинских летательных аппаратах.
- 3 июня 2014 года — «народный мэр» Славянска Вячеслав Пономарёв заявил о сбитом над Славянском Су-25, упавшем в районе города Красный Лиман[42][43].
- 4 июня 2014 года — лидер самообороны Славянска Игорь Стрелков сообщил о втором сбитом над Славянском Су-25, упавшем севернее города, а также о сбитом в районе Славянского курорта вертолёте Ми-24[44].
- 14 июня 2014 года — пресс-центр ДНР заявил о сбитом бомбардировщике Су-24 ВВС Украины в районе города Горловка Донецкой области. Пилот катапультировался.[45]
- 20 июня 2014 года — сепаратисты ДНР заявили о сбитом Су-25 в районе посёлка Ямполь Донецкой области[46].
- 1 июля 2014 года — пресс-служба ДНР заявила о сбитом штурмовике ВВС Украины в районе города Снежное Донецкой области. Также заявлялось о двух штурмовиках (один из них — СУ-27), сбитых сепаратистами ЛНР в районе посёлка Большой Вергунки Жовтневого района Луганска и Станицы Луганской Луганской области.[47]
- 5 июля 2014 года — по утверждению сепаратистов, в результате артиллерийского обстрела аэропорта Луганска, был на земле уничтожен Ил-76МД, который приземлился на нём 13 июня перед сбитым бортом (б/н 76777)[48]
- 7 июля 2014 года — министр обороны ЛНР Игорь Плотницкий заявил о захвате Су-25, совершившего вынужденную посадку на территории, контролируемой сепаратистами[49]. 11 июля эту информацию подтвердил глава ЛНР Валерий Болотов[50].
- 11 июля 2014 года — пресс-служба ЛНР заявила о сбитом штурмовике ВВС Украины в районе города Перевальск Луганской области[51][52].
- 11 июля 2014 года — агентство «Новороссия» заявило о сбитом сепаратистами ДНР самолёте над городом Дзержинск Донецкой области. Сообщается, что самолёт упал севернее Горловки.[53]
- 12 июля 2014 года — по заявлениям сепаратистов, самолёт ВВС Украины, предположительно Су-25, был уничтожен зенитным огнём ДНР во время боя в Горловке[54][55].
- 12 июля 2014 года — агентство «Новороссия» сообщило, что в районе города Снежное Донецкой области сепаратисты ДНР сбили украинский вертолёт Ми-24[55][56].
- 13 июля 2014 года — лидер самообороны Горловки Безлер заявил о двух сбитых зенитными пулемётами над Горловкой Су-25, один из которых упал в районе посёлка Зайцево, другой — посёлка Дебальцево[57].
- 14 июля 2014 года — пресс-служба ЛНР заявила о сбитом штурмовике ВВС Украины в районе города Лисичанск Луганской области[58][59].
- 14 июля 2014 года — представители штаба сепаратистнев ЛНР сообщили о сбитом в 13:30 в Су-25 в районе города Краснодон Луганской области. Пилот катапультировался[60][61] и взят в плен[62].
- 15 июля 2014 года — руководитель информационного центра «Юго-Восточный фронт» Константин Кнырик заявил о сбитом штурмовике Су-25 над городом Снежное[63].
- 2 августа 2014 года — штаб сепаратистов сообщил о сбитом штурмовике Су-25, который упал между городами Енакиево и Макеевка.[64]
- 4 августа 2014 года — штаб сепаратистов заявил о сбитом вертолёте в районе населённого пункта Васильевка[65].
- 17 августа — пресс-центре армии Юго-Востока в Краснодоне сообщил о том, что два самолёта, предположительно, Су-25 Вооружённых сил Украины, были уничтожены в районе города Краснодон.[66]
- 20 августа — сепаратисты Луганской Народной Республики проинформировали о ликвидации двух вертолётов, принадлежащих украинским войскам. Инцидент произошел под селом Георгиевка, Лутугинского района Луганской области.[67] Позже сообщение об одном сбитом вертолёте Ми-24 было подтверждено спикером СНБО Украины Андреем Лысенко[68]
- 25 августа 2014 года в районе населённого пункта Красное подразделением ПВО сепаратистов из ПЗРК был поражён украинский вертолёт[69][70].
- 29 августа 2014 года по заявлениям сепаратистов при попытке нанесения авиационного удара по позициям подразделений сепаратистов ДНР в районе Новокатериновки из ПЗРК были сбиты два украинских штурмовика Су-25. Так же дивизионом ПВО сепаратистов из ПЗРК были сбиты ещё два Су-25 у населённых пунктов Войково и Мережки[71][72].
- 1 сентября 2014 года сепаратисты заявили о том, что они сбили украинский истребитель Су-27 у н. п. Мережки Донецкой области.[73]
- 3 сентября 2014 года сепаратисты сообщили о том, что в районе населённого пункта Петренки из ПЗРК сепаратистами сбит украинский Су-25[74].
- 2 февраля 2015 года — представители Донецкой Народной Республики сообщили журналистам о сбитом в районе Горловки украинском самолёте.[75]
- 3 февраля 2015 года — представитель Минобороны ДНР Эдуард Басурин сообщил о сбитом над Дебальцевом украинском самолёте-разведчике.[76]
- 3 февраля 2015 года — представитель Минобороны ДНР Эдуард Басурин сообщил о двух штурмовиках Су-25, сбитых ПВО вооружённых сил Донецкой народной республики на северной и северо-восточной окраине Дебальцева при нанесении ими бомбового удара по позициям сепаратистов[77].

Таким образом, сепаратисты претендуют по крайней мере на 30 уничтоженных самолётов (18 Су-25, один из которых захвачен целым, 1 Су-24, 1 Ил-76, 1 Су-27, 9 неизвестного типа) и 5 вертолётов (2 Ми-24 и 3 неизвестного типа), потеря которых не признана украинскими властями.

### Информация украинской стороны
Официальные лица Украины в разное время называли разное число потерянных летательных аппаратов.
- 11 июня 2014 года Правительственный уполномоченный по вопросам антикоррупционной политики Татьяна Черновол сообщила, что на вооружении у украинской армии осталось всего 10 вертолётов[78].
- 19 июля вице-премьер-министр Украины Владимир Гройсман заявил, что за время проведения АТО на востоке Украины были подбиты 14 авиамашин (самолёты + вертолёты)[79].
- 2 августа министр обороны Украины Валерий Гелетей заявил, что Украина потеряла семь военных самолётов при попытках доставить груз с продовольствием и боеприпасами для бойцов 72-й механизированной и 79-й аэромобильной бригады[80].
- 20 ноября украинский представитель выступил с докладом на конференции в Лондоне и сообщил, что в ходе боевых действий потеряно 10 вертолётов, девять боевых самолётов и три транспортных самолёта. «В общей сложности, мы потеряли пять Ми-8, пять Ми-24, шесть Су-25, один Су-24, два МиГ-29, один Ан-26, один Ан-30 и один Ил-76»[81].

## Полномасштабная война (с февраля 2022)
В ходе боевых действий и Россия и Украина активно применяли боевую авиацию. Обе стороны понесли сильные потери, однако из-за тумана войны установить точное количество потерянной авиатехники и судьбы экипажей затруднительно.

### Подтверждённые потери в СМИ

#### Россия
По состоянию на 15 декабря 2023 года, по данным Би-би-си и «Медиазоны», известно о 198 российских военных пилотах, погибших в ходе вторжения.

##### 2022 год
- 24 февраля:
  - в Воронежской области возле села Урыв-Покровка разбился военно-транспортный самолёт Ан-26, перевозивший «особо ценное имущество». Экипаж погиб. Причиной крушения самолёта мог стать отказ техники[83].
  - министерство обороны РФ подтвердило потерю штурмовика Су-25, назвав причиной крушения самолёта ошибку пилотирования, и пояснило, что лётчик благополучно катапультировался и вернулся в свою часть[84].
- 25 февраля — воздушные силы Украины баллистической ракетой «Точка-У» нанесли удар по авиабазе «Миллерово», расположенной в 16 км от российсуо-украинской границы. Атака была ответом ВСУ на обстрел украинских городов Россией. По утверждению украинского журналиста Юрия Бутусова, уничтожены по меньшей мере 2 самолёта Су-30СМ Воздушно-космических сил России[85][86]. Российские СМИ подвергли сомнению успех атаки, утверждая, что потери отсутствуют[87]. Российский военный корреспондент Семен Пегов сообщил, что с российской стороны есть раненые. Официального подтверждения атаки от России не произошло[88].
- 26 февраля — вблизи села Саги в Херсонской области сбит российский Ми-35. Опубликованы изображения и видео уничтоженного вертолёта[89][90].
- 28 февраля — Су-34 с регистрационным номером RF-81259 и бортовым номером Red 05 был сбит вблизи аэродрома Бузовая[91][92].
- 1 марта:
  - по информации от Министерства обороны Украины под Киевом был сбит истребитель Су-34, бортовой номер Red-31 с регистрационным номером RF-81251, принадлежащий 3-му боевому полку ВВС России, Россия не подтвердила потерю, проверить обстоятельства, при которых он был сбит не представляется возможным[93].
  - Украина заявила, что над Киевским водохранилищем с помощью ПЗРК Stinger был сбит вертолёт Ми-35М. Уничтожение зафиксировано на видео. Вертолёт упал в воду, 5 мая его подняли на сушу[94].
- 3 марта — в Украине пропал Ми-28 из 39-го вертолётного полка. Погиб экипаж, состоявший из майора Сергея Емельянчика и майора Игоря Маркелова[95].
- 5 марта:

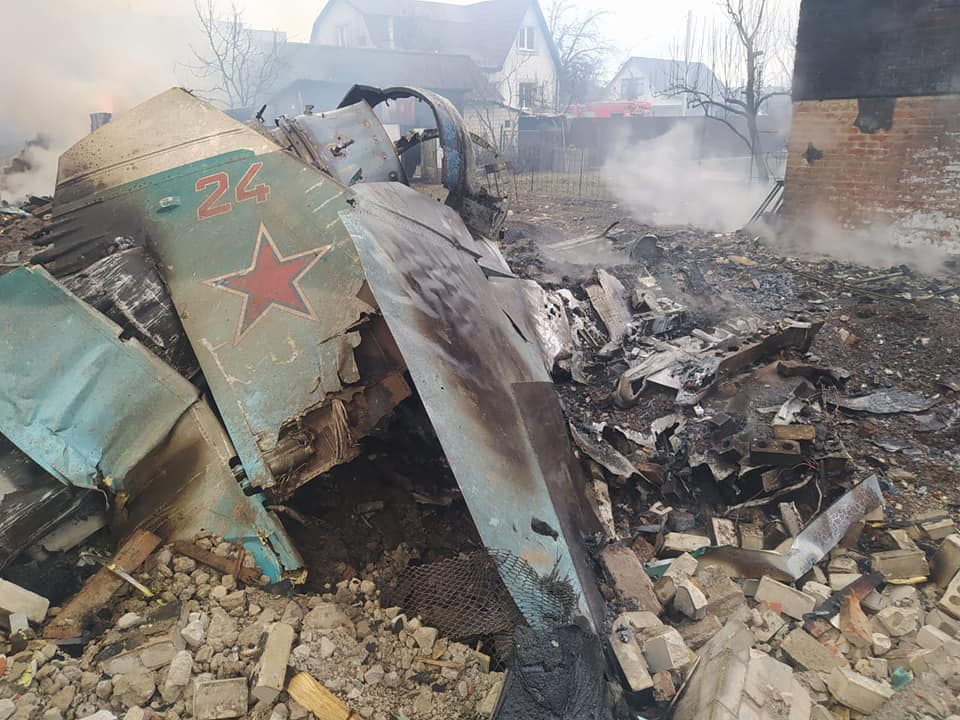
Су-34, сбитый 5 марта над Черниговом

- - в Чернигове украинскими ПВО был сбит Су-34 ВВС России (бортовой номер Red-24, регистрационный номер RF-81879). По словам главы черниговской областной военно-гражданской администрации Вячеслава Чауса, один пилот — Александр Красноярцев попал в плен, а второй пилот погиб[96].
  - в Николаевской области украинские военные сбили Су-30СМ, который принадлежал в\ч 59882 — авиаполк, базирующийся на территории Автономной Республики Крым в г. Саки. Пилоты попали в плен[97][98].
- 7 марта:
  - по меньшей мере шесть вертолетов типа Ми-24/Ми-35М были уничтожены во время ракетных обстрелов ВСУ оккупированного аэропорта «Херсон»[99][100].
  - подбит штурмовик Су-25, пилотируемый летчиком подполковником Олегом Червовым[101][102].
- 10 марта — по информации от бойцов 10-й горно-штурмовой бригады ВСУ был сбит Су-25СМ (RF-91969), стоявший на вооружении 18-го полка Штурмовой авиации Восточного военного округа. Были опубликованы кадры крушения. Пилот майор Николай Прозоров погиб[103][104][105].
- 15 марта — по меньшей мере девять вертолетов типа Ми-24/Ми-35 были уничтожены во время повторного ракетного обстрела аэропорта «Херсон»[106].
- 17 марта — Су-30СМ из 14-го гвардейского истребительного авиационного полка был сбит во время выполнения боевого задания в Украине. Экипаж: капитан Евгений Кисляков и подполковник Александр Пазынич погибли[107][108].
- 1 апреля — вблизи города Попасная в Луганской области зафиксировано уничтожение российского вертолета Ми-28Н с помощью ПЗРК «Starstreak». На видео видно, что вертолет — Ка-52 отстреливает НУРСы, затем аналогичный манёвр повторяет Ми-28Н, который, несмотря на отстрел тепловых ловушек, все-таки получает ракетой под хвостовую балку, в результате чего хвостовая часть отделилась от основной части корпуса и он почти сразу упал на землю[109].
- 3 апреля — в Командовании Воздушных сил Украины заявили об уничтожении Су-35 противника вблизи города Изюма в Харьковской области. Пилот катапультировался и попал в плен[110]. 18 апреля 2022 г. британские СМИ заявили что обломки и детали Су-35 были доставлены в Лабораторию оборонной науки и техники министерства обороны Великобритании в Портон-Дауне, где были изучены британскими и американскими представителями. После первоначального анализа в Великобритании обломки перевезли в Неваду для более детального изучения[111][112][113].
- 5 апреля — военнослужащими 95 ОДШБр было опубликовано видео, где пуском противотанковой ракеты «Стугна-П» был уничтожен ударный вертолет Ка-52. Этот вертолет завис в воздухе на небольшой высоте, вероятно, из-за применения управляемых ракет 9К121 «Вихрь», требующих после пуска оставлять цель в поле зрения.[114].
- 8 апреля — в Ленинградской области во время планового тренировочного полета разбился самолёт МиГ-31. Экипаж катапультировался. По предварительной информации, причиной аварии могла стать техническая неисправность[115].
- 15 апреля — военнослужащие 93 ОМБр подбили из ПЗРК «Игла» Ка-52 у села Гусаровка в Харьковской области, и опубликовали кадры крушения[116]. Пилот Василий Клещенко не смог катапультироваться из-за поврежденных стропов парашюта и погиб. Он считался одним из лучшим пилотов России. Имел более 2000 часов налета, участвовал в парадах до 9 мая в Москве в 2020 и 2021 годах[117][118].
- 26 апреля — Су-34 с позывным Red 43, регистрационный номер RF-95858, был сбит украинскими военными в Запорожской области[119].
- 8 мая — оперативное командование ВСУ «Восток» распространило видео, в котором украинским Bayraktar TB2 был уничтожен российский вертолет Ми-8 при попытке высадки десанта российских войск на Змеином острове[120][121][122].
- 16 мая — на Харьковщине был подбит Ми-28Н с регистрационным номером RF-13628[123].
- 18 мая — вблизи временно оккупированного города Купянск украинским подразделением зенитных ракетных войск (С-300) Вооруженных Сил Украины был сбит российский Су-34. Пилот старший лейтенант Владимир Фетисов погиб, награждён Орденом Мужества посмертно[124].
- 22 мая — украинские военные из 80-й десантно-штурмовой бригады подбили с ПЗРК «Игла» российский Су-25 в Луганской области. За его штурвалом был летчик с высшим званием — генерал-майор в отставке 63-летний Канамат Боташев[125].
- 4 июня — украинские военнослужащие 128-й горнострелковой бригады сообщили о подбитом российском Ка-52 в Бахмутском районе Донецкой области. По словам украинских официальных лиц, вертолет был сбит из ПЗРК «Игла»[126][127].
- 12 июня — по информации от ВВС Украины над городом Изюмом Су-34 был сбит ракетой класса «земля-воздух»[128][129].
- 3 июля — Су-25 был сбит украинскими вооруженными силами в районе Северодонецка. Пилот капитан Антон Романов погиб[130][131].
- 18 июля — в районе города Алчевск в результате «дружественного огня» силами ПВО РФ был сбит Су-34М с регистрационным номером RF-95890 из состава 277-го бомбардировочного авиационного полка 303-й смешанной авиационной дивизии 11-й Краснознаменной армии ВВС и ПВО Восточного военного округа[132][133].
- 9 августа — по меньшей мере 6 Су-24М/Су-24МР и 5 Су-30СМ были уничтожены в результате предполагаемого удара ВСУ по аэродрому Новофедоровка[134][135][136].
- 22 августа — российский Су-25 был сбит украинскими войсками из ПЗРК 9К38 «Игла» недалеко от Бахмута, Донецкая область[137].
- 22 сентября — ударный вертолет Ка-52 сбит в Запорожской области зенитной ракетой. Летчики выжили[138].
- 1 октября — российский истребитель МиГ-31 разбился при взлёте на военной авиабазе Бельбек в Севастополе. Пилот полковник Роман Вдовыченко погиб, он был командиром полка безопасности полетов 27-й смешанной авиационной дивизии[139].
- 9 октября — российский Су-25 разбился в результате аварии в Ростовской области, в 30 км от аэродрома Миллерово. Пилот погиб[140].
- 17 октября — вечером, при наборе высоты с военного аэродрома ЮВО для выполнения учебно-тренировочного полета в городе Ейск потерпел крушение Су-34 RF-81726[141]. Оба лётчика успешно катапультировались и не получили повреждений; со слов экипажа авария произошла из-за возгорания двигателей. Самолёт рухнул на многоквартирный жилой дом, расположенный по адресу ул. Коммунистическая 20/1. Из-за возгорания топлива самолёта возник сильный пожар, которому присвоили 4 категорию; огнём было охвачено сразу несколько этажей. Общее число погибших составило 15 человек, в том числе трое детей. 19 человек пострадали[142].
- 23 октября — Су-30СМ во время испытательного полёта упал на жилой дом в Иркутске по причине технической неисправности. Оба пилота погибли, жители дома не пострадали.  После крушения возник пожар. Около 150 домов оказались обесточены[143].
- 31 октября — российский Ми-8, позывной Yellow 72, принадлежащий авиационному крылу группы Вагнера, был сбит из ПЗРК украинскими войсками возле посёлка Спорное, Донецкая область; уничтожение зафиксировали на видео[144]. По предварительным данным, на борту было 18 человек, выжил только один[145].
- 2 декабря — подразделение пограничной службы Украины сообщило о сбитии 2 декабря в районе Бахмута российского самолёта, который предварительно был идентифицирован как Су-34. 4 декабря на месте падения обнаружены обломки Су-24М (RF-93798, 48 «синий»). Российские летчики Александр Антонов и Владимир Никишин из состава авиакрыла ЧВК Вагнера, «направившие самолёт на позиции противника», погибли и были награждены посмертно званиями «Героя России», 13 декабря их тела переданы украинской стороной «группе Вагнера». 15 февраля 2023 года россияне распространили информацию, что обломки самолёта эвакуированы с места падения после захвата Клещеевки[146][147].
- 5 декабря — во время подготовки очередного массированного ракетного обстрела объектов энергетической инфраструктуры в Украине на авиабазах стратегической авиации «Энгельс» и «Дягилево» произошли взрывы (по утверждениям российского министерства обороны — авиабазы были поражены украинскими БПЛА). В результате ударов на земле остались несколько стратегических ракетоносцев, в Дягилеве — Ту-22М3 с бортовым номером RF-34110 («02» красный), снаряженный ракетой Х-22, а в «Энгельсе» — поврежден Ту-95МС[148][149][150].

##### 2023 год
- 23 февраля — российский Су-25СМ, регистрационный номер RF-95143, кодовое имя Yellow 37, разбился при возвращении на аэродром базы в Белгородской области после выполнения боевого задания из-за технической неисправности. Пилот погиб[151].
- 26 февраля — на белорусской авиабазе Мачулищи прогремели взрывы, был поврежден, в частности, российский военно-транспортный самолёт и снегоуборочная техника. Согласно сообщению мониторинговой группы «Белорусский Гаюн», в результате атаки двух дронов на авиабазе Мачулищи был поврежден один из шести самолётов ДРЛО А-50У ВКС РФ[152][153].
- 10 марта — появилась информация о том, что на аэродроме «Центральная Угловая» российскими партизанами из легиона «Свобода России» был сожжен самолёт Су-27[154].
- 16 марта — российский Ка-52 разбился в Ореховском районе Запорожской области, как сообщается, после удара о линию электропередачи. По крайней мере один член экипажа погиб[155].
- 10 апреля — на Авдеевском направлении был сбит российский Ка-52[156].
- 13 мая — утром в Брянской области практически одновременно разбилась авиагруппа ВВС РФ из четырёх летальных аппаратов: двух вертолётов Ми-8, истребителя-бомбардировщика Су-34 и истребителя Су-35. По данным издания Baza, погибли девять человек — по три члена экипажа в двух Ми-8, два пилота Су-34 и пилот Су-35[157]. По данным издания «Коммерсантъ», упавшие аппараты входили в одну авиационную группу: истребители должны были нанести ракетный удар по украинской Черниговской области, тогда как вертолёты «подстраховывали» экипажи самолётов, на случай, если бы российские истребители были бы сбиты огнем украинских сил[158].
- 24 июня — по данным OSINT-проекта Oryx, российские войска во время бунта Пригожина потеряли самолёт — командный пункт Ил-22М с 10 людьми на борту и шесть вертолётов, среди которых один вертолёт Ми-8, три вертолёта радиоэлектронной борьбы Ми-8МТПР-1, один ударный вертолёт Ми-35М и один вертолёт Ка-52 «Аллигатор»[159].
- 29 июня — российский Су-25 был сбит из ПЗРК «Игла» зенитным подразделением 10-й горно-штурмовой бригады[160][161].
- 17 июля — российский штурмовик Су-25 упал в Краснодарском крае в Азовском море при выполнении учебного полета. Предварительной причиной аварии Су-25 является отказ двигателя. Пилот старший лейтенант Тимур Хисматуллин катапультировался, но погиб по причине утопления[162][163].
- 25 июля — в Донецкой области морпехи из 38-й бригады подбили Ка-52 112-го отдельного вертолётного полка. Оба лётчика погибли. Один из них, полковник Виталий Табачников, был награждён посмертно званием «Герой России»[164][165].
- 12 августа — Минобороны России сообщило о крушении своего истребителя Су-30 в Калининградской области из-за технической неисправности. Экипаж погиб[166].
- 19 августа — около 10 часов утра в результате атаки беспилотника на авиабазе Сольцы вспыхнул пожар и был сожжен как минимум один самолёт Ту-22М3[167][168][169][170].
- 29 августа — атака украинских беспилотников на аэродром в Пскове повредила четыре военных Ил-76, два из которых сгорели[171][172].
- 1 сентября — Ка-52 разбился в Азовском море. Экипаж выжил и был спасен[173][174].
- 20 сентября — в Воронежской области около 10:00 при выполнении планового учебно-тренировочного полёта потерпел аварию самолёт Су-34. Экипаж самолёта в составе двух человек катапультировался[175].
- 29 сентября — российский Су-35 сбит над Токмаком, возможно, дружественным огнем. Экипаж погиб[176][177].
- 17 октября — по меньшей мере 8 Ка-52 и 7 Ми-8 были повреждены в результате ракетного удара ВСУ по аэродромам в Бердянске и Луганске в рамках операции «Стрекоза»[178][179].
- 5 декабря — российский Су-24 был сбит при помощи ЗРК «Пэтриот» над Чёрным морем у острова Змеинный. В тот же день российский Telegram-канал FIghterbomber подтвердил потерю российского Су-24, не уточнив подробностей[180][181].
- 22 декабря — украинские СМИ утверждают, что на юге Украины были сбиты три Су-34. Телеграм-канал Fighterbomber подтвердил уничтожение как минимум одного Су-34[182][183].

##### 2024 год
- 14 января — Ил-22 был поврежден зенитной ракетой во время полета над Азовским морем, как сообщается, из-за дружественного огня. Ему удалось вернуться на авиабазу[184].
- 24 января — в Белгородской области был сбит российский Ил-76. По словам российских чиновников, самолет перевозил украинских военнопленных. Погибли якобы 65 военнопленных, 6 членов экипажа и 3 конвоиров[185][186]. Самолёт и экипаж принадлежали 117-му военно-транспортному авиационному полку (воинская часть № 45097), в задачи полка входит обслуживание военно-транспортных средств, перевозящих специальные грузы для материального обеспечения армии России. Самолёты полка дислоцируются на аэродроме в Оренбурге[187].
- 19 февраля — над Азовским морем близ оккупированного Мариуполя был сбит Су-35, пилот капитан Фёдор Грабовецкий катапультировался, но погиб от переохлаждения[188].
- 28 марта — Су-27 упал в море под Севастополем из-за неисправности механики. Пилот благополучно катапультировался[189].
- 19 апреля — Ту-22М разбился под Ставрополем из-за возгорания двигателя. Четыре члена экипажа катапультировались, но один погиб[190].
- 11 июня — Су-34 разбился в Северной Осетии во время выполнения тренировочного полёта, ударившись о скалу в районе села Дзуарикау. Два члена экипажа погибли[191][192]
- 11 сентября — во время проведения операции ССО возле одной из газодобывающих платформ в Чёрном море, был сбит с ПЗРК Су-30СМ из 43-го отдельного морского штурмового авиационного полка. Оба пилота погибли. Один из них, капитан Егор Степанишин награждён посмертно званием «Герой РФ»[193][194].
- 31 декабря — вертолет Ми-8 был сбит ракетой Р-73, выпущенной с украинского беспилотного летательного аппарата MAGURA V5 в Черном море в районе мыса Тарханкут, Крым[195][196].

##### 2025 год
- 1 января — в Каменском районе Воронежской области разбился Ми-28, оба пилота погибли[197].
- 2 мая — морские дроны типа MAGURA V5/V7 ВМС Украины  сбили один Су-30 ракетами AIM-9M в 50 км западнее Новороссийска[198]. Пилоты самолета  катапультировались и были подобраны сухогрузом. Глава ГУР Кирилл Буданов заявил о сбитии двух самолетов, однако, видеодоказательств и  независимых подтверждений о сбитии второго самолета нет[199][200].
- 1 июня — операция «Паутина».
- 7 июня — в Курской области вблизи поселка Юрасово украинским воздушным силам удалось сбить российский истребитель Су-35[201].

#### Украина

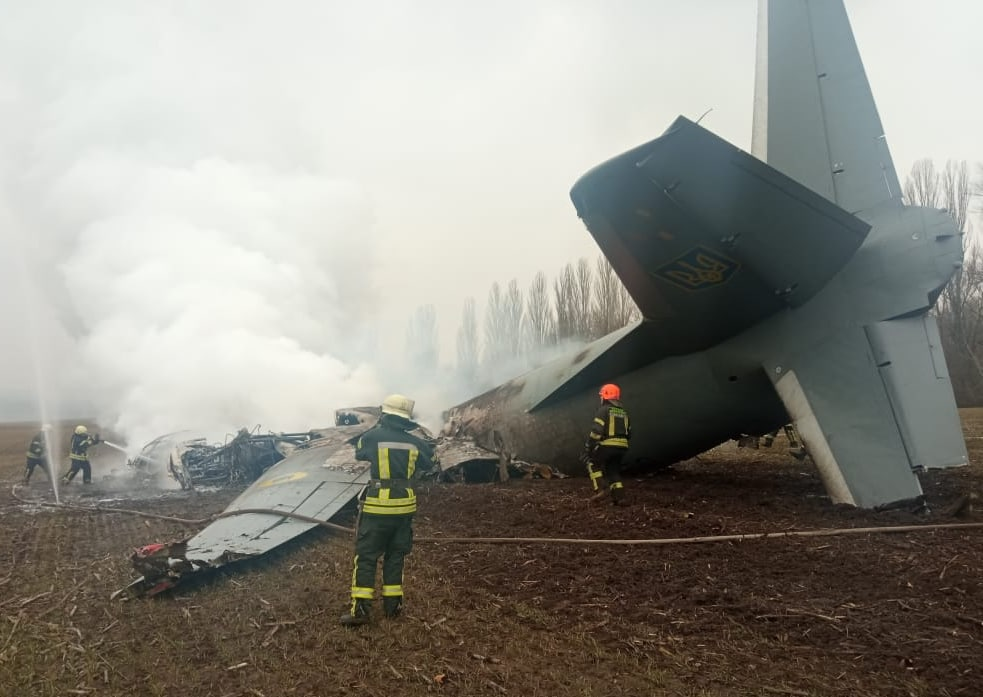
Ан-26, разбившийся 24 февраля в Киевской области

##### 2022 год
- 24 февраля;
  - Российские ракетные удары по авиабазе Кульбакино уничтожили два штурмовика Су-25 — Blue 12 и Blue 42, а также учебно-тренировочный L-39[202][203].
  - Ан-26 потерпел крушение неподалеку от села Жуковцы в Обуховском районе Киевской области. На борту самолёта находились 14 человек, 5 из которых погибли[204].
  - в воздушном бою над Козином был подбит МиГ-29 из 114-й бригады тактической авиации. Пилот подполковник Владимир Коханский погиб[205].
- 27 февраля — украинские ВВС потеряли Су-24 в бою над Бучей Киевской области. Летчики, командир Руслан Белоус и Роман Довгалюк, погибли и были награждены орденами Богдана Хмельницкого[206][207].
- 28 февраля — полковник Александр Григорьев, капитан Дмитрий Нестерук и старший лейтенант Василий Гнатюк на вертолете Ми-8 16-й ОБрАА погибли во время выполнения боевого задания под Макаровым[208].
- 2 марта — во время воздушного боя над Староконстантиновым Хмельницкой области был потерян один Су-25 из 299-й бригады тактической авиации. За штурвалом этого штурмовика погиб капитан Александр Корпан[209][210].
- 3 марта — в бою над Николаевом потерян Су-25 из 299-й бригады тактической авиации, пилотируемый капитаном Вадимом Морозом[211][212].
- 8 марта; 
  - Во время боевого вылета на оккупированную Россией территорию под Киевом был потерян Ми-8 из 11-й армейской авиационной бригады, пилотируемый полковником Олегом Гегечкори. Полковник посмертно удостоен звания Героя Украины[213].
  - Ми-24 из состава 16-й бригады армейской авиации был сбит над Броварами. Пилоты полковник Александр Мариняк и капитан Иван Беззуб погибли[214][215].
- 13 марта — в воздушном бою над Житомиром был подбит МиГ-29 из 40-й бригады тактической авиации, пилотируемый майором Степаном Тарабалкой[216][217].
- 14 марта — согласно сообщению пресс-службы ГУР МО Украины, Су-25 был сбит над г. Волновахой Донецкой области. Пилот Роман Василюк катапультировался и попал в плен, но 24 апреля 2022 вернулся на подконтрольную Украине территорию[218].
- 23 марта — МиГ-29, пилотируемый капитаном Дмитрием Чумаченко из 204-й тактической авиационной бригады, был потерян в воздушном бою с российской авиацией в Тетеревской сельской общине Житомирской области. Пилот ценой собственной жизни отвёл самолёт от сельских домов и направил его в лесополосу[219].
- 31 марта — Ми-8 из 16-й ОБрАА был сбит из ПЗРК, пытаясь вывезти тяжелораненых бойцов полка «Азов» из осаждённого Мариуполя. Погиб весь экипаж: лейтенант Денис Бадика, майор Юрий Тимусь и старший лейтенант Иван Ваховский[220].
- 4 апреля — были опубликованы фото двух уничтоженных ещё в феврале в аэропорту Мелитополя Ил-76 из состава 25-й бригады транспортной авиации[221].
- 5 апреля — Россия заявила, что сбила два украинских вертолёта Ми-8, которые использовались для эвакуации раненых бойцов полка «Азов» из осаждённого Мариуполя[222].
- 15 апреля — под Изюмом российское ДРГ подбило из ПЗРК Су-25 из 299-й бригады тактической авиации. За штурвалом этого штурмовика погиб Герой Украины (посмертно), капитан Егор Середюк[223].
- 22 апреля — крушение Ан-26 в Запорожской области. По предварительной информации, самолёт задел ЛЭП, в результате чего загорелся двигатель. На борту находились трое пилотов, один погиб, двое доставлены в больницу. Самолёт выполнял технический рейс[224].
- 23 апреля — в Донецкой области в бою потеряно два вертолета Ми-24 из 12-й ОБрАА, четверо военнослужащих погибли: майор Виктор Панасюк, Николай Мулярчук, капитан Максим Шендриков и Павел Попович[225][226].
- 7 мая — в воздушном бою в Чёрном море у берегов Одесской области российский истребитель Су-30СМ сбил вертолет Ми-14 морской авиации Украины. За штурвалом этого вертолета погиб Герой Украины (посмертно), полковник Игорь Бездай[227].
- 19 мая — Су-24 из состава 7-й бригады тактической авиации был потерян под Соледаром при выполнении боевого задания. Пилоты — подполковник Игорь Хмара и майор Илья Негар — погибли[228][229].
- 7 июня — украинский Су-27 с позывным Синий-38 был сбит при полете на малой высоте под Ореховом Запорожской области. По одной версии самолёт был уничтожен вражеской ракетой класса «воздух-воздух», по другой — дружественным огнем[230][231].
- 16 июня — украинский Ми-8, пилотировавшийся капитаном Сергеем Александровичем Мехедой, был уничтожен огнем противника в районе села Адамовка Донецкой области[232][233].
- 13 июля — возле Пречистовки россияне сбили вертолёт Ми-8 из состава 16-й отдельной армейской авиационной бригады. Три члена экипажа: командир Евгений Копотун, пилот Назар Крыль и техник Богдан Лозовой — погибли[234].
- 26 июля — начальник разведки штаба 299-й бригады тактической авиации Александр Кукурба погиб при выполнении боевого задания на своем Су-25 в Днепропетровской области[235][236].
- 8 августа — МиГ-29 из 204-й авиационной бригады, пилотировавшийся майором Антоном Листопадом, был потерян в бою с российскими войсками[237][238][239].
- 25 сентября — при выполнении боевого задания по уничтожению вражеских средств ПВО недалеко от линии боевого столкновения в Николаевской области был подбит МиГ-29 из 204-й бригады Тактической авиации под управлением майора Тараса Редькина. Майор ценой собственной жизни увёл свой самолёт от населённого пункта[240][241][242].
- 12 октября — МиГ-29 из 204-й бригады Тактической авиации под управлением майора Вадима Ворошилова уничтожил пять дронов «Shahed 136»: три — на юге Украины и два — над Винницей. Из-за повреждения самолёта обломками уничтоженного дрона Вадим катапультировался в Винницкой области, предварительно уведя истребитель от населенного пункта[243][244].
- 11 ноября — вертолет Ми-8 из 456-й бригады транспортной авиации был сбит из ПЗРК во время боевого задания в Донецкой области, экипаж — мастер-сержант Виталий Голда, полковник Сергей Хомик и майор Виктор Пеньковый — погибли[245][246].

##### 2023 год
- 18 января — вертолёт Eurocopter EC225 потерпел авиакатастрофу в 08:20 в г. Броварах Киевской области. В результате падения вертолета ГСЧС ЕС-225 рядом с детсадом погибли все десять человек, которые находились на борту вертолета: семь членов оперативной группы МВД, среди которых — министр внутренних дел Украины Денис Монастырский, его первый заместитель Евгений Енин и госсекретарь ведомства Юрий Лубкович, а также три члена экипажа. По состоянию на 15:45 18.01.2023 поисково-спасательные работы на месте авиакатастрофы были завершены и стало известно о 14 погибших, среди которых один ребёнок, а также 25 человек пострадали, в том числе 11 детей[247].
- 30 января — украинский Ми-8 был сбит силами РФ под Новодаровкой Запорожской области[248].
- 31 января — под Полтавой потерпел крушение украинский вертолёт Ми-2 из 18-й отдельной бригады армейской авиации им. Игоря Сикорского[249]. Оба члена экипажа — пилот Владислав Станкевич и командир Геннадий Бутенко — погибли[250].
- 1 марта — в Бахмутском районе Донецкой области был сбит Су-24М из 7-й бригады Тактической авиации. Оба члена экипажа — подполковник Виктор Волынец и старший лейтенант Соломенников — погибли[251][252].
- 2 июня — украинские СМИ сообщили о гибели украинского летчика-истребителя Владислава Савельева, позывной «Кочевник», во время боевого вылета 2 июня 2023 года. Он был пилотом МиГ-29, который участвовал в спонсируемой США программе обучения пилотов на базе ВВС Колумбус, штат Миссисипи[253].
- 25 августа — два украинских самолёта L-39 «Альбатрос» столкнулись в Житомирской области. Украинская сторона сообщила о гибели трёх пилотов. Один из них — это майор Андрей Пильщиков, позывной «Джус»[254].
- 10 октября — украинский Су-25 был уничтожен атакой беспилотника ZALA Lancet 3 на взлетно-посадочную полосу авиабазы Долгинцево вблизи Кривого Рога[255].
- 16 октября — по данным спутниковых снимков, два украинских L-39, один из которых с позывным Blue 02, были уничтожены на аэродроме Одессы в результате российского ракетного удара[256][257].

##### 2024 год
- 5 января — при выполнении боевого задания от огня противника был сбит МиГ-29, погиб летчик капитан Владислав Залистовский, позывной «Blue Helmet», из 114-й бригады тактической авиации[258].
- 22 октября — вертолет Ми-24ПУ1 с бортовым номером 605 потерпел крушение во Львовской области, экипаж из 3 человек получил ранения, вертолёт получил повреждения обоих винтов и фюзеляжа[259][260].
- 22 ноября — МиГ-29 был уничтожен на земле в международном аэропорту Днепр ракетой «Искандер»[261].
- 14 декабря — в Херсонской области во время боевого задания был подбит Су-25 из 299 БрТА. Пилот, майор Владислав Солоп погиб[262].

##### 2025 год
- 28 апреля — воздушные Силы Украины потеряли истребитель Су-27 во время отражения российской дроновой атаки. Пилот выжил[263].
- 29 июня — во время массированной атаки территории Украины ракетами и БПЛА со стороны ВС РФ погиб украинский пилот, подполковник Максим Устименко, управлявший самолётом F-16[264].